# Баржемон
Баржемо́н (фр. Bargemon) — коммуна на юго-востоке Франции в регионе Прованс — Альпы — Лазурный берег, департамент Вар, округ Драгиньян, кантон Флейоск.
Площадь коммуны — 35,14 км², население — 1447 человек (2006) с тенденцией к росту: 1529 человек (2012), плотность населения — 44,0 чел/км².

## Население
Население коммуны в 2011 году составляло 1512 человек, а в 2012 году — 1529 человек.
| 1962 | 1968 | 1975 | 1982 | 1990 | 1999 | 2006 | 2007 | 2011 | 2012 |
| ---- | ---- | ---- | ---- | ---- | ---- | ---- | ---- | ---- | ---- |
| 668  | 829  | 812  | 1110 | 1069 | 1217 | 1447 | 1447 | 1512 | 1529 |

Динамика населения:

## Экономика
В 2010 году из 901 человек трудоспособного возраста (от 15 до 64 лет) 608 были экономически активными, 293 — неактивными (показатель активности 67,5 %, в 1999 году — 63,7 %). Из 608 активных трудоспособных жителей работали 531 человек (306 мужчин и 225 женщин), 77 числились безработными (33 мужчины и 44 женщины). Среди 293 трудоспособных неактивных граждан 79 были учениками либо студентами, 98 — пенсионерами, а ещё 116 — были неактивны в силу других причин.
На протяжении 2010 года в коммуне числилось 665 облагаемых налогом домохозяйств, в которых проживало 1476,0 человек. При этом медиана доходов составила 15 346,5 евро на одного налогоплательщика.